# يفغينيا ميدفيديفا

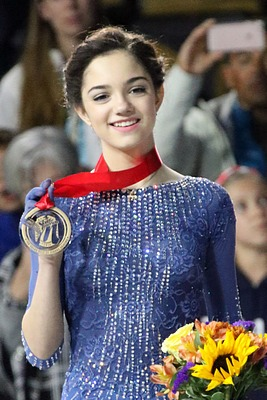
يفغينيا ميدفيديفا في عام 2015

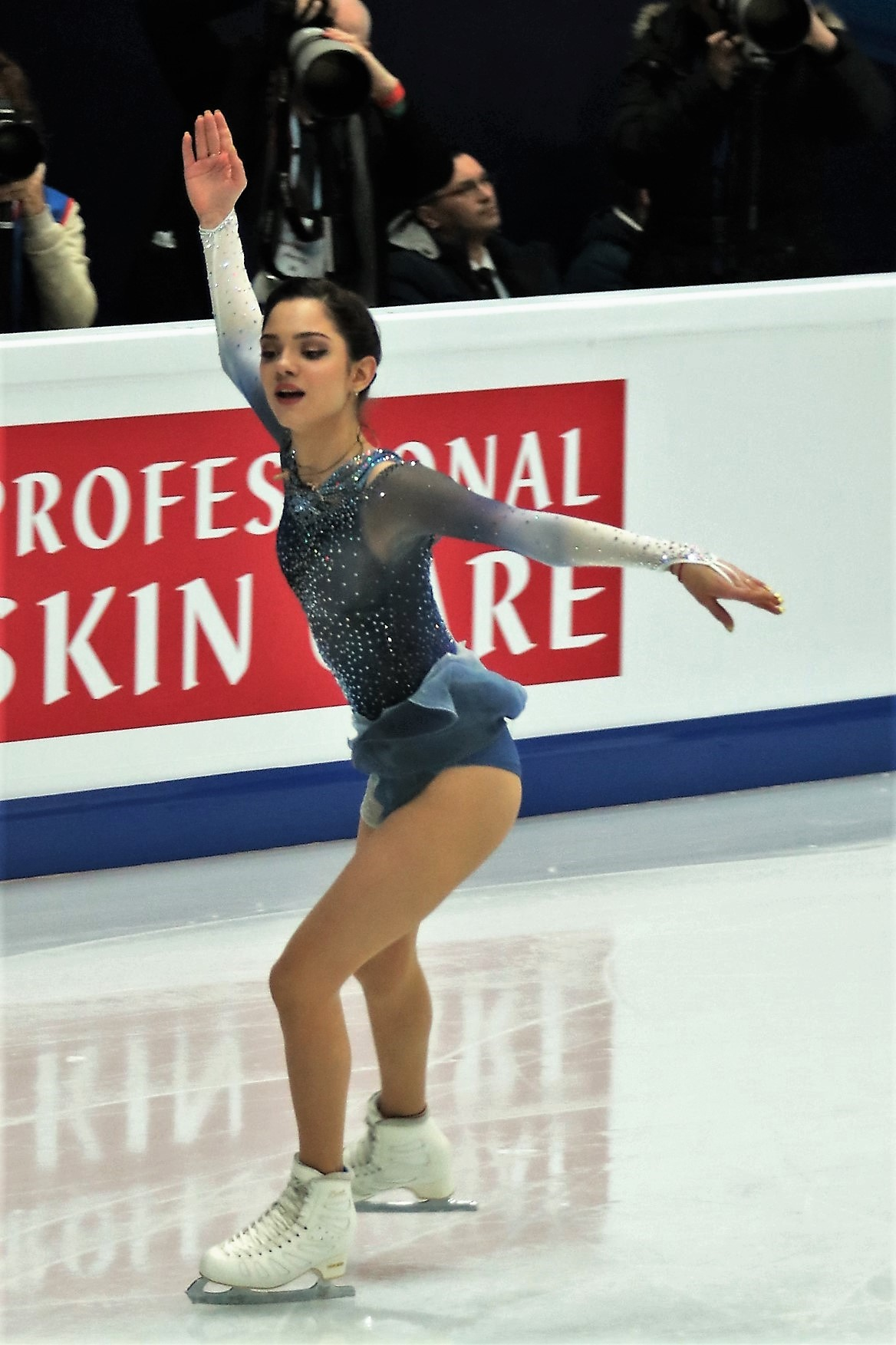
يفغينيا ميدفيديفا في عام 2018

يفغينيا ميدفيديفا (بالروسية: Евгения Армановна Медведева) هي متزلجة فنية على الجليد روسية ولدت في يوم 19 نوفمبر 1999 في مدينة موسكو عاصمة روسيا. فازت مرتين ببطولة العالم (2016، 2017)، وفازت مرتين ببطولة أوروبا (2016، 2017)، وفازت مرتين ببطولة بيكسل الكبرى (2015، 2016)، وفازت مرتين ببطولة روسيا (2016، 2017).

## روابط خارجية
- يفغينيا ميدفيديفا على موقع الاتحاد الدولي للتزلج (الإنجليزية)
- يفغينيا ميدفيديفا على موقع اللجنة الأولمبية الدولية (الإنجليزية)
- يفغينيا ميدفيديفا على موقع أوليمبيديا (الإنجليزية)